# Ползунов Іван Іванович
Іван Іванович Ползунов (14 березня 1728, Єкатеринбург — 27 травня 1766, Барнаул) — російський шахтар і винахідник.
Йому приписують створення перших парових двигунів у Росії, і перших двоциліндрових двигунів у світі.
Ползунов був сином солдата з Туринська (Свердловська область). Практику розпочав як механік в 1748 року у Барнаулі.
У 1763 р. ним запропонована оригінальна конструкція парового двигуна. Проект був спрямований імператриці Росії Катерині II, яка присудила Ползунову 400 рублів і звання капітан-лейтенанта, але не змогла оцінити нову технологію.

## Парова машина Ползунова

Парова машина Ползунова. 1 — паровий котел; 2 — циліндр; 3 — поршень; 4 — кран паровий розподільчий; 5 — кран водяний розподільчий; 6 — тяга; 7, 8, 10, 13 — шківи; 9, 12 — гнучкі зв'язки; 11 — повітродувні міхи; 14 — циліндр водяного насоса, 15 — поршень; 16, 17 — тяги; 18, 19 — зворотні клапани; 20 — всмоктувальна труба; 21 — колодязь; 22 — напірна труба; 23 — бак; 24 — тяга

Парова машина Ползунова — парова машина, створена навесні 1766 р. Іваном Ползуновим. Висотою вона була як триповерховий будинок, а її деякі деталі важили 2,5 тонни. Працювала вона так: вода нагрівалась у котлі, склепаному із металічних листів і, перетворюючись у пару, надходила у два триметрові циліндри. Поршні циліндрів тиснули на коромисла, що з'єднувались із міхами, які роздували полум'я в рудоплавильних печах, а також із водяними насосами-розподільниками. Також була передбачена автоматична подача в котел підігрітої води. Наявність двох поршнів забезпечила неперервність роботи.
Машину запустили в роботу в серпні того ж року уже після смерті Ползунова. Вона пропрацювала 43 доби, вдень і вночі забезпечувала плавку металу в печах. За цей час вона не тільки окупила витрати на її будівництво — 7200 рублів, а й дала понад цього прибуток 12 тисяч рублів. Але передчасна смерть винахідника негативно вплинула на долю його машини: виникли течі з циліндрів, які його учні не змогли усунути. Машина простояла на заводі ще 14 років, після чого її демонтували.

## Вшанування
- Його ім'я було присвоєно малій планеті 2771 Ползунов і кратеру на Місяці.
- На честь винахідника у Києві названа вулиця навпроти Південного вокзалу.